# Tsu (kana)
En l'escriptura japonesa, els caràcters つ (hiragana) i ツ (katakana) són dues mores que ocupen el 18è lloc en el sistema modern d'ordenació alfabètica gojūon (五十音), entre d'ち i て. A la taula a la dreta, que segueix l'ordre gojūon (per columnes, i de dreta a esquerra), es troba a la quarta columna (た行, «columna TA») i la tercera fila (う段, «fila U»). En fonologia, una mora és la unitat superior al segment i inferior a la síl·laba.
Poden portar l'accent dakuten:づ,ヅ.

## Romanització
Segons els sistemes de romanització Hepburn, Kunrei-shiki i Nihon-shiki:
- つ, ツ se romanitzen com «tsu».
- づ, ヅ se romanitzen com «dzu» (Kunrei-shiki i Nihon-shiki) o «zu» (Hepburn).

## Escriptura
|  | * El caràcter つ s'escriu amb un traç 1. consisteix en una línia horitzontal lleugerament ascendent, cap a la dreta, que baixa i torna a l'esquerra. És similar a la corba de la lletra P. |
|  | * El caràcter ツ s'escriu amb tres traços: 1. Un petit traç gairebé vertical. 2. Un traç igual que l'anterior, dibuixat un xic a la dreta i a dalt de l'anterior. 3. Un traç oblic, ascendent d'esquerra a dreta, que passa sota els anteriors. - S'ha de tenir molta cura de no confondre'l amb la xi (kana シ) (shi), ja que els traços tenen una orientació i posició diferents. |